# Aleksiej Łopuchin
Aleksiej Aleksandrowicz Łopuchin, ros. Алексей Александрович Лопухин (ur. 1864, zm. 1 marca 1928) – rosyjski prawnik, urzędnik i działacz państwowy, dyrektor Departamentu Policji od 1903 do 1905, gubernator estoński w 1906.
Pochodził z rodziny szlacheckiej; jego ojciec Aleksander Łopuchin był prawnikiem i rzeczywistym radcą stanu. Wyższe wykształcenie prawnicze (stopień kandydata nauk prawnych) uzyskał na Uniwersytecie Moskiewskim. Od 1893 do 1896 był zastępcą prokuratora w sądzie okręgowym w Moskwie, następnie w 1896 pracował na analogicznym stanowisku w Twerze, od 1898 do 1900 ponownie w Moskwie i od 1900 do 1902 w Petersburgu. W 1902 został p.o. prokuratora charkowskiej izby sądowej. W roku następnym mianowany p.o. dyrektora Departamentu Policji, od 1903 na stałe zajmował to stanowisko, uzyskał także rangę rzeczywistego radcy stanu.
Stanowisko stracił po śmierci wielkiego księcia Sergiusza Aleksandrowicza w zamachu zorganizowanym 17 lutego 1905 przez eserowca Iwana Kalajewa; uznano, iż nie dopełnił niezbędnych środków ostrożności, które mogłyby zapobiec śmierci członka rodziny panującej. W maju 1906 został gubernatorem estońskim, lecz pełnił urząd tylko do października tego samego roku, uznano go bowiem za zbyt pobłażliwego w stosunku do antycarskich ruchów rewolucyjnych.
Po zwolnieniu z urzędu gubernatora został skierowany do pracy w Ministerstwie Spraw Wewnętrznych. Związał się z opozycją i jeszcze w tym samym roku 1906 ujawnił współudział Departamentu Policji w nakłanianiu do pogromów ludności żydowskiej. W 1908 odegrał znaczącą rolę w zdemaskowaniu Jewno Azefa jako agenta-prowokatora Ochrany, w prywatnej rozmowie z Władimirem Burcewem potwierdził fakt, iż ten był agentem carskiej policji.
W związku ze złamaniem tajemnicy państwowej został aresztowany w styczniu 1909 w Petersburgu i skazany na pięcioletnią katorgę i pozbawienie praw publicznych. Ostatecznie karę tę zamieniono na osiedlenie na Syberii, w Krasnojarsku. W 1912 został ułaskawiony. Skorzystał z możliwości powrotu do Moskwy, został zatrudniony w Syberyjskim banku handlowym na stanowisku wicedyrektora.
Po rewolucji październikowej emigrował do Francji, do końca życia przebywał w Paryżu. Autor pamiętników.
Brat Wiktora, gubernatora permskiego, i Dmitrija, generała armii rosyjskiej.